# 恩給法
恩給法（おんきゅうほう、大正12年4月14日法律第48号）は、恩給の支給に関する法律である。

## 構成
- 第一章 総則（第1条 - 第18条ノ2）
- 第二章 公務員
  - 第一節 通則（第19条 - 第59条）
  - 第二節 恩給金額（第59条ノ2 - 第71条）
  - 第三節 遺族（第72条 - 第82条）
- 第四章 雑則（第82条ノ2・第82条ノ3）
- 附則